# Locustella alishanensis
Locustella alishanensis è una specie di uccelli passeriformi della famiglia delle Locustellidae endemica dei pascoli d'altitudine delle montagne dell'Isola di Taiwan. Durante l'inverno predilige zone con altitudine inferiore rispetto all'areale estivo, che include rilievi fino a 3000 metri d'altezza.